# Історія Хмельницького
Історія Хмельницького налічує близько шести століть.

## Заснування і перші роки Плоскирова

### Перша згадка
Дата заснування міста не відома, та перші згадки відносяться до першої половини XV століття та пов'язані з правлінням польського короля Владислава ІІ Ягайла. Серед населених пунктів, що згадуються у документах,[яких?] є сільське поселення під назвою «Ploskir о wcze» («Плоскирівці») та відповідний до цього запис: 10 лютого 1431 року у місті Сопоті король Владислав ІІ Ягайло записує Янові Чанстуловському 100 гривень на володіння «селами Голисин (нині село Олешин Хмельницького району) та Плоскирівці на річці Південний Буг у Летичівському повіті Подільської землі» («…super villis Holissin et Ploskir о wcze super fluvio Boh iacentu in terra Podoliensi et districtum Latichoviensi sitas»).
У роки правління наступного короля Владислава ІІІ знаходимо нову назву поселення Ploskirow — Плоскирів. Під час Визвольної війни у часи гетьманства Богдана Хмельницького Плоскирів та його околиці неодноразово опинялися у центрі воєнних дій та переходило із рук в руки ворогуючих сторін. Після закінчення битв Плоскирів повернувся у руки польського володіння. 5 липня 1795 була утворена Подільська губернія у складі Російської імперії і один з її повітів став називатися Проскурівським із центром у місті Проскурові. Саме у цьому указі вперше з'являється назва Проскурів. Коли на Поділлі та в місті остаточно встановлена радянська влада, 15 березня 1941 місто стало центром Кам'янець-Подільської області; 16 січня 1954 — центр Хмельницької області, перейменоване на Хмельницький на честь гетьмана Богдана Хмельницького.

### Власники та орендарі міста
Миколай Бедрих, Миколай Свірч, Якуб Подфіліпський, Беата Свірчівна Гурська, Станіслав Гурський, Анна Свірчівна Влодкова, Мацей Влодек, Станіслав Влодек, Станіслав Лянцкоронський, князь Станіслав Конецпольський, князь Олександр Конецпольський, Ян-Кароль Білецький, Марцін Замойський, Томаш Юзеф Замойський, Міхал Здзіслав Замойський, Томаш Антоній Замойський, Ян Якуб Замойський, Клеменс Замойський, Анджей Замойський, княжна Констанція з Чорторийських Замойська.
1509 року Беата Гурська спочатку від свого стрия Андрія Свірча отримала право інтромісії на Плоскирів, а потім повністю викупила його в кам'янецького каштеляна Якуба Подфіліпського. Станіслав Гурський і Беата Свірчівна не залишили по собі нащадків, тому у 1535 році Плоскирів відійшов до кузини Беати по батькові Анни Свірчівни.

## Хмельниччина
До початку Хмельниччини з 1643 по 1648 рік старостою Плоскирова був Олександр Конецпольський. Тому на той час поблизу міста стояла потужна польська залога й узяти його було непросто. Проте у вересні 1649 року козацький загін війська Богдана Хмельницького на чолі з полковником Максимом Кривоносом, йшовши з-під Кам'янця-Подільського на Пиляву, штурмом взяв Плоскирівську фортецю і розгромив шляхетську залогу.
У березні 1649 року польське військо виступило на Поділля з метою розгромити Подільський козацький полк та загони з подільських селян і міщан Остапа Гоголя, щоб повернути з-під козацької влади землі Подільського воєводства. Один з головних загонів, яким командував підчашний коронний Миколай Остророг, зайняв Плоскирів, де розташувався постій.
У квітні польські війська відійшли на південь Волині, залишивши в Плоскирові невелику залогу.
В липні 1649 року в районі Плоскирова—Чорного Острова полк Данила Нечая завдав поразки шляхетським загонам подільського каштеляна Лянцкоронського.
У червні 1651 року кінний загін польських військ ротмістра Яна Кондрацького вчинив рейд під Плоскирів, де напав на українських послів, що поверталися з Молдови. Було перебито козацький ескорт і взято в полон дипломата Силуяна Мужиловського.
Влітку 1653 року Богдан Хмельницький, готуючись до бою з армією короля Яна II Казимира, зосередив свої війська у районі Плоскирова, жителі якого поповнили загони повстанців.
У березні 1654 року в Плоскирові та його околицях зосередилися загони польського війська коронного гетьмана Станіслава Ревери Потоцького, які незабаром просунулися вглиб східного Поділля.

## Турецький період (1672—1699рр.)
У 1672 році 300-тисячне турецьке військо захоплює Подільське воєводство.
Плоскирів став центром нахії Меджибізького санджаку Кам'янецького еялету. В усій нахії на 1681 рік числилось 35 поселень, із яких лише 17 були заселеними.
Під час турецького панування в краї тяжка доля не оминула й Плоскирова. Його неодноразово руйнували польські й татарські загони. Наприкінці XVII ст. тут мешкало лише кілька жителів.
Проте в 1699 році за Карловацьким трактатом ці землі знову відійшли до Польщі. Після залишення турками Поділля корінне населення повернулося з Волині й Галичини в рідні місця.

## Польський період (1699—1793 рр.)

Костел у Плоскирові після І Світової Війни. Зараз на його місці школа № 1

## Проскурів у визвольних змаганнях українців (1917—1921рр.)
Вперше влада у Проскурові перейшла до рук Центральної Ради 26 жовтня 1917 року. Головою новоствореного повітового проскурівського виконавчого органу став Сергій Кісєльов. 28 жовтня цього ж року на перевиборах міським головою було обрано Миколу Сікору.

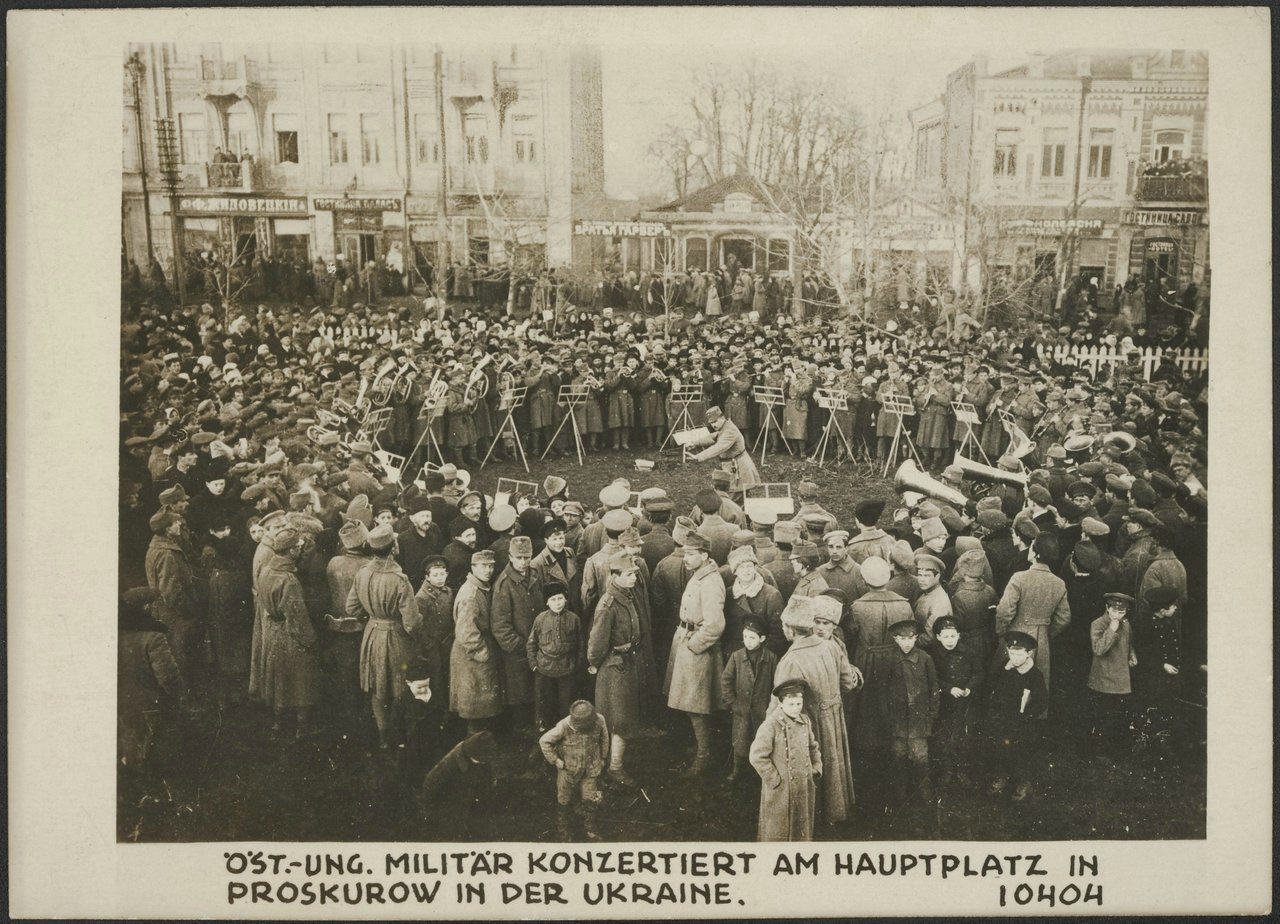
Концерт в Проскурові з нагоди підписання Берестейського миру

У лютому 1918 року за Брест-Литовським мирним договором Німецька імперія і Австро-Угорська імперія зобов'язались допомогти Українській Центральній Раді звільнити територію УНР від більшовиків. 20 лютого австро-угорські війська вступили в Проскурів. Після гетьманського перевороту у Києві С. Кісєльов перейшов на посаду губернського старости Поділля, а Проскурівським повітовим комісаром став Трохим Верхола.
Після відходу з України деморалізованих австро-угорських військ у листопаді 1918 року на заміну гетьманату прийшла Директорія УНР.
10 лютого Подільський губернський комітет більшовиків у Вінниці ухвалив таємне рішення про організацію збройного повстання на Поділлі. Однією з цілей було поставлено захоплення проскурівського залізничного вокзалу. Троє представників губкому приїхали у місто та організували таємну нараду, де були присутні більшовики, Бунд, Поалей-Ціон, інші ліві партії. Секретар губкому Снєгов переконав присутніх у необхідності збройного повстання та його успішності; він же роздав зброю єврейським загонам.
15—16 лютого 1919 року відбувся збройний виступ. Але більшовики недооцінили кількість воїнів Директорії, що були в Проскурові. Силами вірних Директорії військ (Запорізька бригада, 3-й Гайдамацький полк, інші війська) їм було дано потужну відсіч. Повстанці почали безладно відступати. Організатори повстання втекли з міста.
Ініціатори повстання втекли, а постраждало мирне єврейське населення.

Жертви Проскурівського погрому

В єврейських кварталах почався погром, який ініціював отаман Семесенко. Внаслідок кривавих подій убито 390 чоловіків, 309 жінок, 76 дітей, поранено близько 500 осіб єврейської національності. За іншими даними, загиблих було близько тисячі. До міста у зв'язку з погромом прибув Головний отаман Симон Петлюра. За його наказом була роззброєна частина Семесенка і віддано розпорядження про створення спеціальної комісії для розслідування погрому. Самого Семесенка було заарештовано.
Після поразок українських військ в сутичках на більшовицькому фронті та відступу в березні державні установи УНР тимчасово переїхали до Проскурова. В театрі Бейриша Шильмана (тепер Будинок культури) відбулися державні наради УНР за участю членів Директорії, уряду, представників партій та громадських організацій.
11 березня 1919 року на державній нараді більшість висловилась за припинення переговорів з представниками Антанти в Одесі та домовитися з більшовиками; Симон Петлюра висловився проти.
14—15 березня 1919 року в Проскурові відбулося перше й останнє засідання Директорії в повному складі. Євген Петрушевич і два члени уряду ЗО УНР — Лев Бачинський і Михайло Лозинський — приїхали на нараду зі Станиславова 15 березня. На цій нараді, яка мала вирішити напрями подальшої політики УНР, представники двох соціалістичних партій — соціал-демократів і соціалістів-революціонерів, знову виступали за негайне припинення переговорів з антантським командуванням в Одесі і за переговори про мир з більшовиками. Після дискусій Директорія одноголосно відкинула пропозиції цих партій і зайняла сторону прем'єра Сергія Остапенка та поміркованих урядових партій, які були проти миру з більшовиками та за продовження переговорів з Антантою.
6 червня 1919 року, після двох місяців більшовицької окупації, Запорізький корпус Армії УНР звільнив Проскурів від московських військ, відкинувши більшовиків майже до Києва. Але загроза нового наступу зі сходу залишалася надзвичайно високою. Тому уряд вирішив оголосити першу мобілізацію на підконтрольних землях УНР. 9 червня 1919 року головний отаман Симон Петлюра підписав наказ № 77 про здійснення мобілізації. Призову підлягали уродженці 1889—1898 років (тобто чоловіки від 20 до 30 років) — до рядового складу, а також підстаршини — до 35 років, старшини — до 40. Безпосереднє здійснення мобілізації покладалося на військові з'єднання: Проскурівський та Летичівський повіти — Запорізькій групі. При кожній пішій дивізії мав бути утворений запасний кіш. Також планувалося з часом при відповідній кількості мобілізованих створити армійські кінний і технічний коші. Проте вже 6 липня армії УНР довелося залишити Проскурів.
28 (29) липня 1919 року бригади ІІ-го Галицького корпусу полковника Арнольда Вольфа відбили місто в більшовиків.
Уряд УНР та Директорія перебували в Проскурові ще двічі (у листопаді 1919 та червні 1920 року). 25 вересня 1920 року Чорний полк Першої 3апорозької дивізії знову захопив Проскурів. У місті населення вітало Запорожців квітами.
18 листопада 1920 року в місті кінним полком Чорних запорожців Петра Дяченка було ліквідовано погром єврейського населення вояками російської Звідно-козачої дивізії осавула Яковлєва. Багатьох козаків, схоплених на місці бешкетів, було «випорото». За свій порятунок міщани висловили вдячність старшинам і козакам полку Чорних запорожців. Того ж дня у ході масованого наступу Червоної армії кавалерійська бригада Григорія Котовського та 135-а стрілецька бригада М. Голубенка з боями із українськими частинами групи генерал-хорунжого Олександра Загродського оволоділа Проскуровом.

### Розвиток української національної ідеї в Проскурові
Під впливом революційних подій 1917 року інтелігенція Проскурова розпочала боротьбу за українське обличчя Проскурівщини. Стараннями біолога Івана Розгона, лікаря Миколи Стаховського, військового Трохима Верхоли, бандуриста Костя Місевича, вчительки Наталії Дорошенко-Савченко у цьому ж році відкрито філію «Просвіти» у Проскурові, яка видавала книжки з історії України, мала бібліотеку і книгарню для українського населення.
Після цього голову «Просвіти» Трохима Верхолу було відправлено делегатом на Український національний конгрес у Києві, проведено учительський з'їзд, який ухвалив рішення запровадження обов'язкової семирічної школи з українською мовою навчання, засновано Українську вчительську спілку, проведено перевибори управи, головою якої було обрано Миколу Стаховського.
У 1919 році заходами Андрія Шміґельського міщани Проскурова почали організовуватись у спортивно-пожежно-руханкове товариство «Січ». Тоді ж із місцевих мешканців був сформований 5-й піший полк Корпусу Січових Стрільців.
В часи Української революції в Проскурові діяли групи національно свідомих українців «Українське братство», «Вільне козацтво», «Борці за мрії».

### Проскурів— столицяУкраїнської Народної Республіки
6 березня 1919 року державні установи УНР переїхали у Проскурів. У будинку Глуха вулиця №1 (Хмельницький міськрайонний суд) працював її уряд    — Рада народних міністрів УНР на чолі з Сергієм Остапенком.  Уряд провів ряд важливих державних засідань за участю голови директорії УНР С.Петлюри, президента ЗоУНР Є.Петрушевича.
У середині березня 1919 року Симон Петлюра у Проскурові дав інтерв'ю журналістам найпрестижніших видань Зх Європи. І якщо англійська «Times» його оприявнила і матеріал можна знайти в архіві, то інтерв'ю кореспонденту провідної французької газети "Ле пті паріз'єн" в світ не вийшло. 
19 березня 1919 року більшовики захопили Жмеренку. В цей час перебували на переговорах з Францією, представником Антанти, в Одесі голова уряду УНР Остапенко, а також міністр закордонних справ Мацієвич та міністр військових справ Шаповал. Держконтролер Симонів, держсекретар Корчинський, міністр фінансів Кривицький через Гусятин відправилися в Станіславів. В Гусятині залишився міністр земельних справ Архипенко. Міністр господарства Фещенко-Чопівський, міністр віровизнання Липа, міністр юстиції Маркович та інші міністри залишилися в Проскурові.
21 березня 1919 року в Кам'янці-Подільському пройшов Трудовий конгрес, який постановив розформувати уряд, створити новий і федеруватися у союз соціалістичних держав. Лідери Конгресу Чеховський, Мазепа, Ткаченко, Жуковський були заарештовані й ув'язнені. Комітет охорони республіки, утворений Конгресом, 28 березня саморозпустився.

4 квітня 1919 року уряд УНР переїхав у Рівне.

## Проскурів у складі УСРР
Під час проведеного радянською владою Голодомору 1932—1933 років померло щонайменше 786 жителів міста, зокрема близько 120 померло в Гречанах.
У вересні 1937 року, коли утворили Кам'янець-Подільську область, обласні структури НКВС з'явилися й у Кам'янці-Подільському. Із березня 1938 року його очолював росіянин Іван Жабрєв. Проскурівський районний відділ НКВС очолював Зіновій Браун.
З жовтня 1937 року по листопад 1938 року, у період Великого терору, в Проскурові співробітники каральних органів розстріляли 2060 людей.

## Плани Хмельницького
|                      |
| План міста 1824 року |